# 道新スポーツ
道新スポーツ（どうしんスポーツ）は、北海道で発行されていたスポーツ新聞、略称は「道スポ」。北海道新聞社が発行、100%子会社「北海道新聞HotMedia」（ほっかいどうしんぶんホットメディア）が編集。2022年11月30日付けで休刊し、ウェブサイト上での報道に移行した。

## 概要
レジャー志向の高まりによるスポーツ紙の拡大で東京の主要新聞3社系列のスポーツ紙が札幌で発行される一方、道新と同じくブロック紙の中日新聞・西日本新聞が系列でスポーツ紙を発行し大きな成果を上げていたことや道内での主要新聞系によるスポーツ紙独占を阻止すべくスポーツ紙を発行することとし、創立40周年に合わせた1982年9月1日に創刊された。既存スポーツ新聞では最も創刊年度が新しかった。
2022年11月30日付けで休刊し、ウェブサイト上での報道に移行することを同年10月5日に発表した。

### 特徴
- 自社取材による北海道のスポーツイベントの記事はもちろんのこと、日本ハム以外のプロ野球・スポーツ・芸能・社会など全国ニュースについては、サンケイスポーツとの紙面提携を行い、東京版（東北、関東・甲信越、静岡県向け）と紙面を共有している。このため、1面には「提携 サンケイスポーツ」と記載されている。逆にサンスポの東京本社版には「提携 道新スポーツ」と掲載されており、創刊当初は1面題字下に「北海道へ紙面電送」[3]との説明書きがあった。紙面の字体も道新独自取材のページ・広告以外はサンスポと同じである。提携先の他社の紙面をファクシミリで受けて行う新聞発行は本紙が史上初となった[4]。
  - 創刊準備当初はブロック紙三社提携から中日スポーツとの提携を第一候補としていたが、中日ドラゴンズ中心の紙面が当時読売ジャイアンツファンの多かった北海道で受け入れられない可能性があることから断念され、デイリースポーツ、東京スポーツも経営基盤の弱さと紙面内容への不安から断念した経緯がある[4]。
- 2004年から本拠地を北海道に移した北海道日本ハムファイターズ関連の取材・報道に最も力を入れており、現在では一面記事は全てファイターズ関連で占められ、トータルでも毎日3～4ページが割かれている。内容もチーム情報や試合速報は勿論のこと、選手・首脳陣・関係者のコメントや記録面も充実しており、道内スポーツ紙では記事量で群を抜いた存在である。
- サッカー・Jリーグの北海道コンサドーレ札幌やバスケットボール・Bリーグのレバンガ北海道の取材・報道にも力を入れているが、日本ハム優先の中、こちらの記事量は減る傾向にある。
- テレビ北海道の番組表は親会社・北海道新聞では北見市とその周辺の大半（オホーツク総合振興局）では長らく視聴できなかったため、網走デジタルテレビ中継局[注 2]の試験放送開始前日[何の?]の2011年10月27日付けまで掲載されていなかったが、道スポは全道版という位置づけであるため、当初からテレビ北海道の番組表が全道に掲載されている。なお、番組表の掲載レイアウトは北海道新聞の朝刊・夕刊とほぼ同じである。2021年4月の紙面改定で見開き型は取りやめ、社会面や芸能面の下段1/3に掲載している[注 3]。
  - テレビ番組欄(地上波、BS)　2021年3月まで中面見開きで左側に掲載。
    - 地上波 - NHK、NHK Eテレ、UHB、HBC、STV、HTB、TVh（フルサイズで掲載）
    - BS - NHK BS1、NHK BSプレミアム（地上波番組欄の横にハーフサイズで掲載）、WOWOWプライム（1/3サイズで2分割にしてNHK BS1、BSプレミアムの下に掲載。

  - 第2テレビ番組欄（BS）と解説欄･ラジオ番組欄　2021年3月まで中面見開きで右側に掲載。
    - BS - BS日テレ、BS朝日、BS-TBS、BSテレ東、BSフジ、WOWOWライブ、WOWOWシネマ、BS11、TwellV（トゥエルビ）
    - AM・FMラジオ - HBC、STV、NHK1、NHK2、NHK-FM、AIR-G'、NORTH WAVE（ハーフサイズ）
    - 短波・地域外AMラジオ - ラジオNIKKEI、ラジオ深夜放送（0:00 - 5:00放送分。TBSラジオ、文化放送、ニッポン放送 、アール・エフ・ラジオ日本）

### サンスポ記事の扱い
- 上記にあるように、基本的にファイターズやコンサドーレの記事をトップにもって来るためサンケイスポーツの一面記事は裏一面か中面に追いやった形で扱われる、ただし日本ハムファイターズ記事が一面の時は中面で北海道新聞社関連の広告に差し替え。また、「甘口辛口」などのコラムも中面で掲載することがある。
- オリンピックなどで北海道出身選手の活躍があった場合も同様。以下の例などの場合はサンスポと見比べると記事の配置変更も見受けられる。
  - 2022年2月16日 - 北京オリンピックスピードスケート女子団体追い抜きで幕別町出身の髙木美帆・髙木菜那と厚岸町出身の佐藤綾乃が銀メダルを獲得した翌日の2月16日発行分はサンスポ裏一面のスピードスケートの記事を一面に持ってきたうえ、見出しを含め差し替えた。一方、サンスポ一面の「北海道日本ハムファイターズ新庄剛志監督・読売巨人軍原辰徳監督50分対談」の記事は裏一面となった。
  - 2022年2月18日 - 北京オリンピックスピードスケート女子1,000メートルで幕別町出身の髙木美帆が金メダルを獲得した翌日の2月18日発行分は同じものを扱いながら完全独自記事に差し替えた。
  - 2022年2月21日 - 北京オリンピックカーリング女子で北見市を拠点に活動するロコ・ソラーレが銀メダルを獲得した翌日の2月21日発行分は一面＋裏面で扱われた。この日のサンスポは羽生結弦のエキシビション出演の場面を一面裏面見開きで載せたが、道スポは一部公営競技の記事を減らしたうえで真ん中見開きとした。ただし、文面はそのままであるため脈絡の合わない部分も存在。
  - 2022年11月30日（上記の通り、この日限りで紙面発行を休止）中面で元ファイターズの大谷翔平の記事が大きく扱われるなど、現在でなくともかつて北海道のチームで活躍した選手も大きく扱う傾向がある。
- バーコード対応はしていないため、サンスポより大きめにフリーダイヤルを掲載。また、ウェブサイトのURLは料金案内に差し替え。
- 公営競技の「サンスポZBAT!…」についても掲載されているが、タイトルは「道スポZBAT!…」に差し替えている。
- 「こちらサンスポ社会部」の見出しや2021年秋に開催された「サンスポ秋の感謝祭」は差し替えなく掲載された。
- 印刷システムの都合上、サンスポではカラー記事のものでも、道スポではモノクロになることも多々ある。

## 沿革
- 1982年[4]
  - 2月5日 - 北海道新聞社役員会にてスポーツ紙の発行を決定。
  - 6月25日 - スポーツ紙発行を担う子会社「道新通信社」を創立。
  - 7月1日 - 北海道新聞社告にて道新スポーツ発刊を発表。
  - 8月19日 - サンケイスポーツと提携契約
  - 8月25日 - 見本誌を1週間毎日25万部発行
  - 9月1日 - 道新スポーツ第一号発行、当初1部16ページとした。当日の一面記事は「乱神タイガース許せん」を見出しに横浜スタジアム審判集団暴行事件を報じた。
- 1983年[4]
  - 3月3日 - ヤクルトスワローズ若松勉・荒木大輔を掲載したPR特集号で初の自社カラー紙面を実施。
  - 9月22日 - 日本新聞協会加盟。
  - 10月1日 - 共同通信社加盟。
- 1984年2月11日 - サラエボオリンピック特集で初のカラー2連版を実施[4]。
- 1985年6月18日 - 創刊1,000号達成、道内ニュース面で初のカラー紙面化。
- 1986年9月1日 - 道新通信社が「道新スポーツ」に社名変更[4]。
- 1987年4月11日 - サンケイスポーツから受信の本社版1面がカラー化[4]。
- 1988年[4]
  - 4月3日 - 創刊2,000号
  - 7月5日 - プロ野球速報電話サービス開始
  - 11月 - 電子紙面製作「ディッパーシステム」に移行
- 1989年10月上旬 - 支社版1面カラー化を開始[4]。
- 1991年[4]
  - 1月上旬 - 原稿執筆にワープロ使用を開始
  - 1月16日 - 創刊3,000号
  - 4月1日 - 紙面を連日20ページ化
- 1993年11月3日 - 創刊4,000号[4]
- 1996年[4]
  - 4月 - サンケイスポーツとの紙面送信を全面コンピュータ直結式とする
  - 8月15日 - 競馬情報誌「馬事通信」創刊
  - 8月30日 - 創刊5,000号
  - 9月9日 - 電子化計画の一環として編集・営業にパソコン導入
- 1997年[4]
  - 4月20日 - テレドームを用いたコンサドーレ速報電話サービスを開始
  - 4月21日 - ウェブサイト開設
  - 6月13日 - 記者パソコンを3台導入
  - 8月10日 - 初の号外として第79回全国高等学校野球選手権大会1回戦旭川大-高知商業・函館大有斗-宇和島東戦の紙面を発行。
- 1998年[4]
  - 4月23日 - 釣り情報誌「釣り新聞ほっかいどう」創刊
  - 5月12日 - 北海道新聞新電送システム稼働、印画紙写真出稿を廃止
  - 6月15日 - 初の休刊日特別紙面として1998年フランスW杯日本-アルゼンチン戦の特集紙面を発行。
  - 11月18日　記者用ワープロをパソコンに切り替える
- 1999年6月28日 - 創刊6,000号[4]
- 2000年[4]
  - 4月13日 - 園芸誌「花新聞ほっかいどう」創刊。
  - 3月14日 - 「コンサドーレ特報」でオンラインカラー記事を開始。
- 2001年 - iモードにて携帯電話向け釣り情報サイト「iつりしん」登録開始
- 2002年4月25日 - 創刊7,000号[4]
- 2011年4月 - 北海道新聞社よりサッカー雑誌「月刊コンサドーレ」を移管。
- 2016年4月14日 - 小中学生を対象としたタブロイド判の二部紙「ジュニア道スポ」を創刊[5]。
- 2019年4月1日 - 道新スポーツ社と世論調査やリサーチ業務等を請け負う「北海道新聞情報サービス」が合併、「北海道新聞HotMedia」となる。
- 2022年
  - 4月1日 - スポーツ専門ニュースサイト「DOSHIN SPORTS」を開設。
  - 11月30日 - 1万4321号で休刊。ニュースサイトに移行[2]。最終号はいわゆるラッピング広告スタイルで、通常の紙面を「道スポご愛読感謝紙面」で覆った。最終号の一面記事は北海道日本ハムファイターズの万波中正外野手の契約更改。中面では愛読感謝に関する独自広告や道内各社からのコメント付きの広告が多く載せられた。

## 姉妹紙
- 花新聞ほっかいどう
- 週刊釣り新聞ほっかいどう
- 馬事通信

## その他
北海道内での高いシェアと速報性の確保に向けた取り組み
- 道内では、従来より一般紙の「北海道新聞」が圧倒的なシェアを誇っており、道新スポーツは道新グループのネットワークや販売網をバックに、創刊以来急速にシェアを拡大していった。しかし、創刊からしばらくの間は札幌と地方都市間の距離が長く、新聞輸送に時間を要することから、新聞輸送の迅速化と速報性の確保が課題となっていた。
- 当初道新スポーツの印刷拠点は札幌近郊にしかなく、例えば札幌で印刷した新聞を300km以上離れた網走で配達する場合には、締め切り時間を通常より大幅に早めざるを得ず、夜行列車を使用して輸送していたことから、前日の夕方頃までに印刷を終えないと翌朝の配達に間に合わなかった。このため、札幌から遠く離れた地方都市に届けられる紙面では、前日に行われたプロ野球ナイターの試合結果が間に合わず途中経過（3～4回まで）しか掲載されないなど、速報性に大きな問題がある状態であった。
- その後、北海道新聞による印刷技術の向上や道内各地で印刷工場を増設したほか、高速道路網の拡充に伴うトラック輸送への転換など輸送体制の強化等に取り組んだ結果、速報性に関しては他の新聞と同等のレベルにまで引き上げられた。現在では「日刊スポーツ」「スポーツニッポン」とともに3強の一角を形成している。

## 備考
- 主な評論家としては岩本勉、鶴岡慎也がいる。その他、提携のサンケイスポーツの評論家が登場する事もある。
- かつて、東京スポーツグループにより「北海道スポーツ」が発行されていたことがあるが、現在の道新スポーツとは全く関連はない。
- 先述のとおり、親会社の北海道新聞社から発行されており、著作権者は道新スポーツではなく、北海道新聞社となっている。
- 提携元のサンスポでは風俗面に力を入れているが、道新スポーツでは、「家庭でも読めるスポーツ紙を」という方針で、創刊以来、即売、宅配版ともに風俗面は掲載されていない。ただし、風俗店、精力剤等の広告は希に掲載されることがある。
- CMソングは2種類存在する
  - 初代は1985年に同紙の1,000号を記念して作られたもので、主にエフエム北海道（AIR-G'）の「道新ヘッドラインニュース」などで流されていた[6]。
  - 2代目は2015年に募集されたもので、メロディーラインは初代と同じ。札幌つながりで初音ミクが歌唱している[6]。